# Igreja dos Santos Inocentes

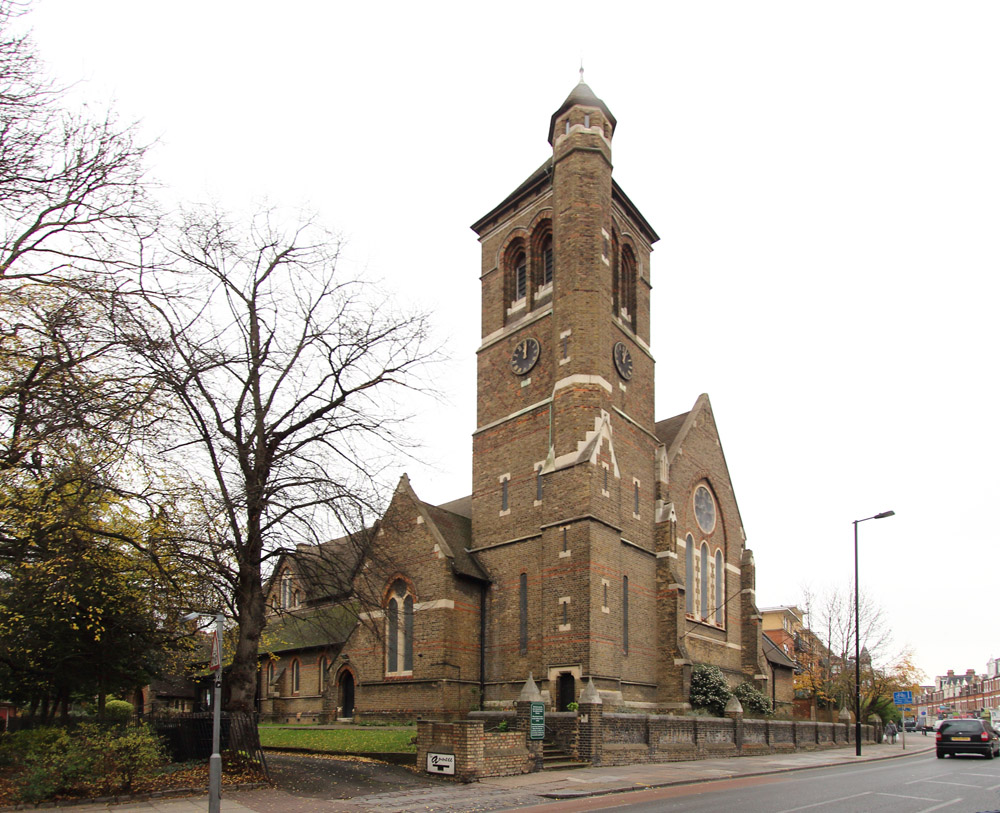
Igreja dos Santos Inocentes

A Igreja dos Santos Inocentes é uma igreja da Igreja da Inglaterra listada como grau II em Tottenham Lane, Hornsey, Londres, Inglaterra. Foi construída de 1875 a 1877 através dos desenhos de Arthur Blomfield.